# Saint-Ignace-de-Loyola
Saint-Ignace-de-Loyola è un comune del Canada, situato nella provincia del Québec, nella regione di Lanaudière.